# Saint-Cyr-sur-Mer
Saint-Cyr-sur-Mer (in occitano Sant Ceri) è un comune francese di 12 019 abitanti situato nel dipartimento del Var della regione della Provenza-Alpi-Costa Azzurra.
Nel comune passano i torrenti Dégoutant e la Sale.
I suoi abitanti son detti Sanciriani.

## Origini del nome
Deve il nome al piccolo san Ciro, figlio di santa Giulitta.

## Storia
In epoca romana la cittadina era nota come Tauroentum; davanti alle sue acque, nel 49 a.C., si svolse una decisiva battaglia navale, la battaglia di Tauroento, tra cesariani e flotta di navi marsigliesi e pompeiane. La vittoria fu dei cesariani, che riuscirono così a mantenere l'assedio di Marsiglia.

## Società

### Evoluzione demografica
Abitanti censiti

## Geografia antropica
È diviso nel quartiere di Saint-Cyr, il principale; les Lecques, il porto e stazione balneare, dove ha sede inoltre il museo di Tauroentum; la Madrague, organizzato attorno al cosiddetto "piccolo porto".

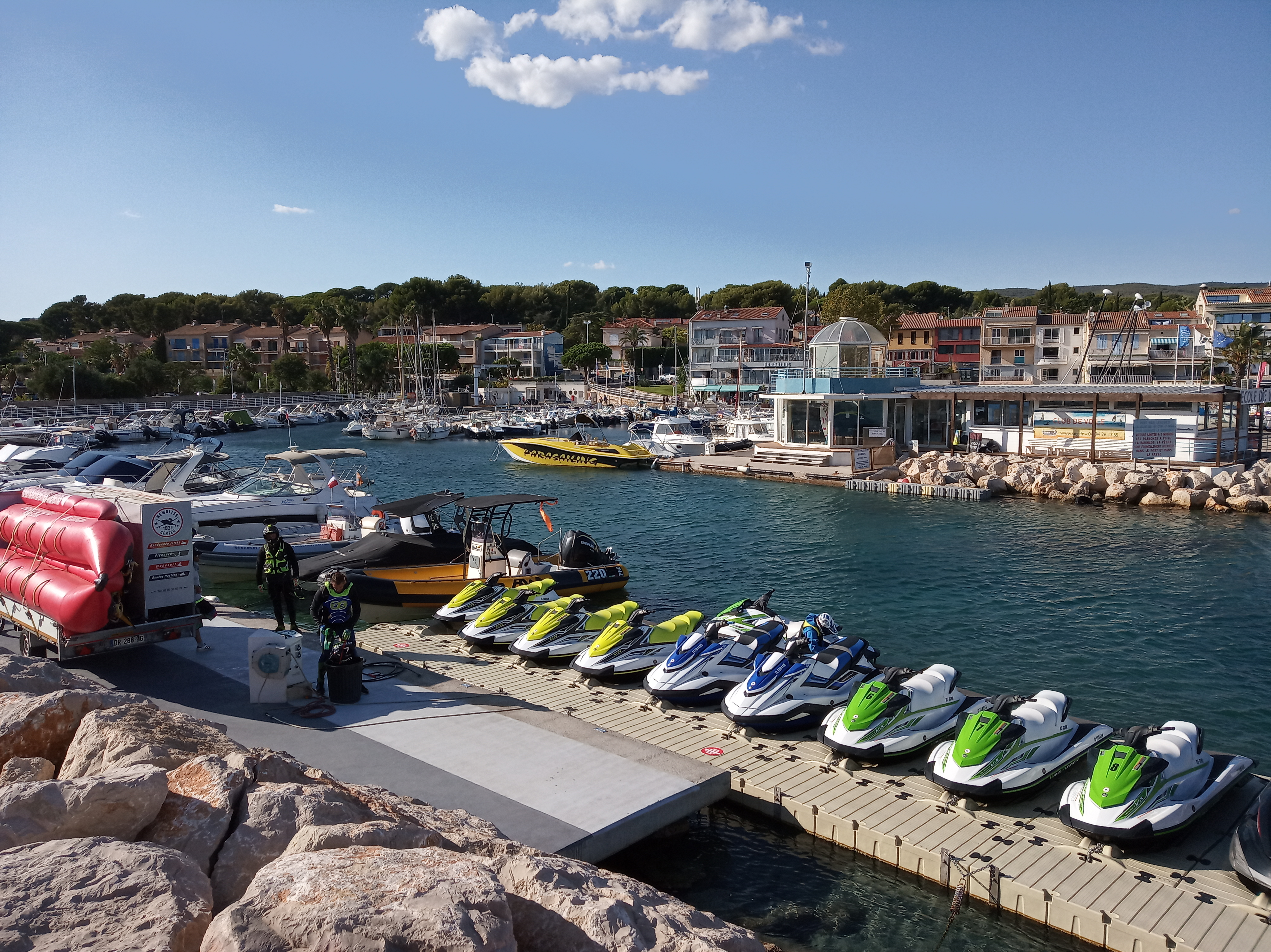
Il porto a Les Lecques

## Amministrazione

### Gemellaggi
- Città della Pieve